# Équipe de Belgique de hockey sur gazon au Championnat d'Europe 2021
Maillots
Chronologie
Saison précédente Saison suivante
Du 5 au 12 juin 2021, l'équipe de Belgique de hockey sur gazon participe au Championnat d'Europe 2021.

## Qualification
| Rang | Équipe         | J | V | N | P | BP | BC | Diff | Pts | Qualification |
| ---- | -------------- | - | - | - | - | -- | -- | ---- | --- | ------------- |
| 1    | Belgique       | 2 | 2 | 0 | 0 | 7  | 0  | +7   | 6   | Demi-finales  |
| 2    | Espagne        | 2 | 1 | 0 | 1 | 5  | 6  | -1   | 3   | Demi-finales  |
| 3    | Angleterre     | 2 | 0 | 1 | 1 | 2  | 4  | -2   | 1   | Poule C       |
| 4    | Pays de Galles | 2 | 0 | 1 | 1 | 3  | 7  | -4   | 1   | Poule C       |

Source: FIH
En cas d'égalité de points de plusieurs équipes à l'issue des matchs de poule, les critères suivants sont appliqués dans l'ordre indiqué pour établir leur classement:
1. Points de chaque équipe,
2. Matchs gagnés,
3. Différence de buts,
4. Buts pour,
5. Plus grand nombre de points obtenus dans les matchs de poule disputés entre les équipes concernées,
6. Buts marqués en plein jeu.

## Matchs de préparation
| Ligue professionnelle 2020-2021 Tournoi toutes rondes | (1) Belgique | 0 - 4   | Pays-Bas (3)                                               | Wilrijkse Plein Anvers, Belgique                                             |                                                                              |
| 30 mai 2021 16h30 heure locale                        |              | (0 - 2) | 18e Bovendeert · 29e Pruijser · 35e Van Ass · 38e Brinkman | Arbitrage : Coen van Bunge Jonas van 't Hek Arbitre vidéo : Laurine Delforge | Arbitrage : Coen van Bunge Jonas van 't Hek Arbitre vidéo : Laurine Delforge |
| 30 mai 2021 16h30 heure locale                        | Rapport      |         |                                                            | Arbitrage : Coen van Bunge Jonas van 't Hek Arbitre vidéo : Laurine Delforge | Arbitrage : Coen van Bunge Jonas van 't Hek Arbitre vidéo : Laurine Delforge |

## Phase finale

### Effectif
La Belgique a annoncé son équipe finale le 25 mai 2021.
Entraîneur :  Shane Mcleod
| Numéro | Joueur               | Date de naissance | Âge | Sélections |
| ------ | -------------------- | ----------------- | --- | ---------- |
| 2      | Loic van Doren (GB)  | 14 septembre 1996 | 24  | 28         |
| 4      | Arthur van Doren     | 1er octobre 1994  | 26  | 19         |
| 7      | John-John Dohmen     | 24 janvier 1988   | 33  | 402        |
| 8      | Florent van Aubel    | 25 octobre 1991   | 29  | 240        |
| 9      | Sébastien Dockier    | 28 décembre 1989  | 31  | 203        |
| 10     | Cédric Charlier      | 27 novembre 1987  | 33  | 323        |
| 12     | Gauthier Boccard     | 26 août 1991      | 29  | 227        |
| 13     | Nicolas de Kerpel    | 23 mars 1993      | 28  | 68         |
| 16     | Alexander Hendrickx  | 6 août 1993       | 27  | 133        |
| 17     | Thomas Briels (C)    | 23 août 1987      | 33  | 347        |
| 19     | Félix Denayer        | 31 janvier 1990   | 31  | 328        |
| 21     | Vincent Vanasch (GB) | 21 décembre 1987  | 33  | 239        |
| 22     | Simon Gougnard       | 17 janvier 1991   | 30  | 286        |
| 23     | Arthur de Sloover    | 3 mai 1997        | 24  | 91         |
| 24     | Antoine Kina         | 13 février 1996   | 25  | 74         |
| 25     | Loïck Luypaert       | 19 août 1991      | 29  | 248        |
| 26     | Victor Wegnez        | 25 décembre 1995  | 25  | 95         |
| 27     | Tom Boon             | 25 janvier 1990   | 31  | 298        |

### Phase préliminaire
| Rang | Équipe     | J | V | N | P | BP | BC | Diff | Pts | Qualification                       |
| ---- | ---------- | - | - | - | - | -- | -- | ---- | --- | ----------------------------------- |
| 1    | Angleterre | 3 | 3 | 0 | 0 | 10 | 3  | +7   | 9   | Demi-finales et Coupe du monde 2023 |
| 2    | Belgique   | 3 | 2 | 0 | 1 | 14 | 6  | +8   | 6   | Demi-finales et Coupe du monde 2023 |
| 3    | Espagne    | 3 | 1 | 0 | 2 | 9  | 8  | +1   | 3   |                                     |
| 4    | Russie     | 3 | 0 | 0 | 3 | 3  | 19 | -16  | 0   |                                     |

Source: FIH
En cas d'égalité de points de plusieurs équipes à l'issue des matchs de poule, les critères suivants sont appliqués dans l'ordre indiqué pour établir leur classement:
1. Points de chaque équipe,
2. Matchs gagnés,
3. Différence de buts,
4. Buts pour,
5. Plus grand nombre de points obtenus dans les matchs de poule disputés entre les équipes concernées,
6. Buts marqués en plein jeu.

| Poule A                        | (1) Belgique                                | 4 - 2   | Espagne (9)                | Wagener Stadium Amsterdam, Pays-Bas                                |                                                                    |
| 5 juin 2021 13h15 heure locale | Hendrickx 9e · Boon 33e, 50e · Charlier 45e | (1 - 1) | 7e Basterra · 54e Lleonart | Arbitrage : Coen van Bunge Ben Göntgen Arbitre vidéo : Dan Barstow | Arbitrage : Coen van Bunge Ben Göntgen Arbitre vidéo : Dan Barstow |
| 5 juin 2021 13h15 heure locale | Rapport                                     |         |                            | Arbitrage : Coen van Bunge Ben Göntgen Arbitre vidéo : Dan Barstow | Arbitrage : Coen van Bunge Ben Göntgen Arbitre vidéo : Dan Barstow |

| Poule A                        | (1) Belgique | 1 - 2   | Angleterre (6)          | Wagener Stadium Amsterdam, Pays-Bas                                  |                                                                      |
| 6 juin 2021 19h45 heure locale | Boon 5e      | (1 - 1) | 4e Wallace · 31e Ansell | Arbitrage : Michiel Otten Ben Göntgen Arbitre vidéo : Coen van Bunge | Arbitrage : Michiel Otten Ben Göntgen Arbitre vidéo : Coen van Bunge |
| 6 juin 2021 19h45 heure locale | Rapport      |         |                         | Arbitrage : Michiel Otten Ben Göntgen Arbitre vidéo : Coen van Bunge | Arbitrage : Michiel Otten Ben Göntgen Arbitre vidéo : Coen van Bunge |

| Poule A                        | (2) Belgique                                                                                  | 9 - 2   | Russie (22)                | Wagener Stadium Amsterdam, Pays-Bas                                         |                                                                             |
| 8 juin 2021 12h30 heure locale | Van Aubel 1e, 30e · Hendrickx 9e, 13e, 54e · De Kerpel 10e · Kina 27e · Boon 41e · Briels 56e | (6 - 1) | 30e Nadyrshin · 44e Kuraev | Arbitrage : Sean Edwards Daniel Rodríguez Arbitre vidéo : Francisco Vázquez | Arbitrage : Sean Edwards Daniel Rodríguez Arbitre vidéo : Francisco Vázquez |
| 8 juin 2021 12h30 heure locale | Rapport                                                                                       |         |                            | Arbitrage : Sean Edwards Daniel Rodríguez Arbitre vidéo : Francisco Vázquez | Arbitrage : Sean Edwards Daniel Rodríguez Arbitre vidéo : Francisco Vázquez |

### Phase à élimination directe
| Demi-finale                     | (3) Pays-Bas                                         | 2 - 2             | Belgique (2)                                | Wagener Stadium Amsterdam, Pays-Bas                              |                                                                  |
| 10 juin 2021 20h00 heure locale | Van Ass 52e · Janssen 56e                            | (0 - 0)           | 35e De Kerpel · 53e Hendrickx               | Arbitrage : Ben Göntgen Dan Barstow Arbitre vidéo : Sarah Wilson | Arbitrage : Ben Göntgen Dan Barstow Arbitre vidéo : Sarah Wilson |
| 10 juin 2021 20h00 heure locale | Rapport                                              |                   |                                             | Arbitrage : Ben Göntgen Dan Barstow Arbitre vidéo : Sarah Wilson | Arbitrage : Ben Göntgen Dan Barstow Arbitre vidéo : Sarah Wilson |
| 10 juin 2021 20h00 heure locale | Hertzberger · Brinkman · Kemperman · Van Dam · Croon | Tirs au but 3 - 1 | Denayer · Wegnez · Van Aubel · A. Van Doren | Arbitrage : Ben Göntgen Dan Barstow Arbitre vidéo : Sarah Wilson | Arbitrage : Ben Göntgen Dan Barstow Arbitre vidéo : Sarah Wilson |

| Troisième et quatrième place    | (2) Belgique               | 3 - 2   | Angleterre (6) | Wagener Stadium Amsterdam, Pays-Bas                                  |                                                                      |
| 12 juin 2021 10h00 heure locale | Boon 12e, 52e · Briels 41e | (1 - 0) | 32e, 53e Ward  | Arbitrage : Michiel Otten Ben Göntgen Arbitre vidéo : Coen van Bunge | Arbitrage : Michiel Otten Ben Göntgen Arbitre vidéo : Coen van Bunge |
| 12 juin 2021 10h00 heure locale | Rapport                    |         |                | Arbitrage : Michiel Otten Ben Göntgen Arbitre vidéo : Coen van Bunge | Arbitrage : Michiel Otten Ben Göntgen Arbitre vidéo : Coen van Bunge |

## Les joueurs
| Joueurs | Joueurs              |     |     |     |     |     | Matchs joués | Buts marqués |
| ------- | -------------------- | --- | --- | --- | --- | --- | ------------ | ------------ |
| 2       | Loic van Doren (GB)  | N/A | N/A | X   | N/A | N/A | 1            | 0            |
| 4       | Arthur van Doren     | X   | X   | X   | X   | X   | 5            | 0            |
| 7       | John-John Dohmen     | 3   | 4   | 4   | 6   | 3   | 5            | 0            |
| 8       | Florent van Aubel    | X   | X   | X · | X   | X   | 5            | 2            |
| 9       | Sébastien Dockier    | X   | X   | N/A | 6   | X   | 4            | 0            |
| 10      | Cédric Charlier      | 3 · | 4   | 4   | 4   | N/A | 4            | 1            |
| 12      | Gauthier Boccard     | X   | X   | X   | X   | X   | 5            | 0            |
| 13      | Nicolas de Kerpel    | N/A | N/A | 5 · | X · | 3   | 3            | 2            |
| 16      | Alexander Hendrickx  | X · | X   | X · | X · | X   | 5            | 5            |
| 17      | Thomas Briels (C)    | 4   | 4   | X · | N/A | 3 · | 4            | 2            |
| 19      | Felix Denayer        | X   | X   | X   | X   | X   | 5            | 0            |
| 21      | Vincent Vanasch (GB) | X   | X   | N/A | X   | X   | 4            | 0            |
| 22      | Simon Gougnard       | X   | X   | X   | X   | X   | 5            | 0            |
| 23      | Arthur de Sloover    | 4   | 4   | 4   | 6   | 5   | 5            | 0            |
| 24      | Antoine Kina         | 4   | 4   | 5 · | 4   | 3   | 5            | 1            |
| 25      | Loick Luypaert       | X   | X   | X   | X   | X   | 5            | 0            |
| 26      | Victor Wegnez        | X   | X   | X   | X   | X   | 5            | 0            |
| 27      | Tom Boon             | X · | X · | X · | X   | X · | 5            | 6            |